# إيفان رويز
إيفان رويز (بالإيطالية: Iván Ruíz) (26 مارس 1977 في كوبا - ) هو لاعب كرة طائرة شاطئية ولاعب كرة طائرة إيطاليا وكوبا في مركز ضارب خارجي ‏. شارك في الألعاب الأولمبية الصيفية 2000.

## وصلات خارجية
- إيفان رويز على موقع دوري الدرجة الأولى الإيطالي للكرة الطائرة - رجال (الإيطالية)
- إيفان رويز على موقع أوليمبيديا (الإنجليزية)